# Conchoecissa
Conchoecissa is een geslacht van kreeftachtigen uit de klasse van de Ostracoda (mosselkreeftjes).

## Soorten
- Conchoecissa ametra (G.W. Müller, 1906)
- Conchoecissa imbricata (Brady, 1880)
- Conchoecissa plinthina (Müller, G.W., 1906)
- Conchoecissa squamosa (Müller, G.W., 1906)
- Conchoecissa symmetrica (Müller, G.W., 1906)